# Микільська Слобідка
Микі́льська Слобі́дка — історична місцевість на лівому березі Києва. Розташована між сучасними вулицями Микільсько-Слобідською  (Євгена Маланюка) і Каховською, пік розвитку території припав на першу половину XX століття.

## Історія
На території Микільської Слобідки розташовувалося поселення неоліту Дніпро-Донецької культури.
Територія Микільської Слобідки згадується з XV століття як «земля напівкнязівська». З 1508 року — власність Пустинно-Микільського монастиря (звідси і походить її назва).
За Генеральним описом Лівобережної України 1765—1769 років, як село Микільське, зазначено у списку населених пунктів Гоголівської сотні. За описом Київського намісництва 1781 року, зазначена вже як слобідка Микільська тієї ж сотні. На той час у слобідці налічувалась 31 хата. За описом 1787 року в ній проживало 128 «казенних людей».
З XVII століття у поселенні існували декілька Миколаївських церков, останню з яких, дерев'яну на мурованому фундаменті із дзвіницею, у районі сучасної школи № 128 (вулиця Раїси Окіпної, № 6), збудували 1880 року. 25 квітня 1910 року в ній вінчалися студент-поет Микола Гумільов та Анна Горенко — майбутня поетеса Анна Ахматова. Церкву закрито у грудні 1935 року та невдовзі знищили.
З XVIII століття — робітниче поселення (переважно робітників заводу «Арсенал»).
У XIX столітті на території слобідки існував заїзд, де подорожні на диліжансах могли перепочити перед переправою до Києва.
У другій половині XIX століття на Слобідці Бродський заснував дитячий притулок для єврейських хлопчиків, який поліція закрила 1898 року.
З 1903 року — адміністративний центр Микільсько-Слобідської волості Остерського повіту Чернігівської губернії.
У 1906 році від Микільської Слобідки в бік Києва було зведено Русанівський міст, який був зруйнований під час німецько-радянської війни. У 1912 році до поселення почав курсувати бензомоторний трамвай з Києва, згодом селище було сполучене трамваєм із Дарницею та містом Бровари.
Поселення складалося з трьох кутків — Пожарище, За кладовищем та Дачна.
У 1920-х роках в селі діяла дослідна станція кабінету антропології та етнології ім. Ф. Вовка.
З 1923 року місцевість увійшла у межі Києва.
Навесні 1943 року, під час Другої світової війни, Микільська Слобідка була спалена німецькими військами. Надалі чимало будівель, включно з 2—3-поверховими, не відновлювалися.
У 1960-х роках на території Микільсько-Слобідки передбачався проєкт лівобережного громадського центру, який зазнавав чимало змін. Реалізовані частини цього проєкту включають готель «Турист», лівобережний поштамт, Театр драми і комедії.
У 1970–1980-ті роки більшу частину Микільської Слобідки знесено (вона простягалася до Русанівського каналу), на її місці зведено Лівобережний масив. Водночас чимало старих хат зберігалися у центральній частині Микільської Слобідки, прилеглій до Броварського проспекту, які були знесені лише на початку 1990-х років.
У 1984 році (за іншими даними у 1986 році) розпочалося будівництво адміністративної будівлі за адресою вулиця Луначарського (нині — вул. Митрополита Андрея Шептицького), 2. Будівля призначалася для Держкомітету з матеріально-технічного постачання УРСР. Після здобуття незалежності Україною будівництво зупинилося. С 1999 року перебувало у власності «Нафтогаз України». Планувалося розмістити там головний офіс компанії. У 2018 році за розпорядженням Кабінету Міністрів України будівлю безкоштовно передано в управління національної поліції. У ньому планується облаштувати службові приміщення поліції. Станом на листопад 2022 року будівництво не відбувалося.
У 2014 році молочний завод «Галактон» переніс виробництво з Лівобережної, а на його місці зведений ЖК «Галактика». 
У 2017 році Євробачення проводили у Міжнародному виставковому центрі на Броварському проспекті; до конкурсу були капітально відремонтовані вулиці Митрополита Андрія Шептицького й Р. Окіпної, станцію метро «Лівобережна».
У 2019 році вулицю Панельну перейменовано на честь Андрія Аболмасова.  У 2024 році вулицю Комбінатну перейменовано на честь Дениса Рачінського.

## Установи
- Міжнародний виставковий центр
- Патріарший собор Воскресіння Христового УГКЦ — головний собор УГКЦ в Україні та місце розташування Київської архієпархії УГКЦ
- Готель «Турист»
- Лівобережний поштамт та музей поштового зв'язку[13][14]
- Київський академічний театр драми і комедії

## Інфраструктура

### Освіта та культура

#### Заклади дошкільної освіти
- Заклад дошкільної освіти № 691 «Джерельце»
- Заклад дошкільної освіти № 566 «Іскорка»
- Заклад дошкільної освіти № 616
- Дитячий садочок «Країна Дитинства»
- Заклад дошкільної освіти № 628

#### Середня та спеціальна освіта
- Школа № 65 з поглибленим вивченням іноземних мов
- Український колеж імені В. О. Сухомлинського № 272
- На базі колежу діє соціальна спортивна школа Фонду Реал Мадрид[15]
- Школа джазового та естрадного мистецтв

#### Театральні заклади
- Київський академічний театр драми і комедії
- Театральна майстерня «Театр маріонеток»

#### Бібліотеки
- Центральна районна бібліотека імені Павла Тичини
- Бібліотека імені Г. Тютюнника для дітей

### Релігійні установи
- Патріарший собор Воскресіння Христового УГКЦ
- Церква святого Духа
- Храм Святого Великомученика і Цілителя Пантелеймона

### Місця відпочинку
На Микільській Слобідці розташована «Зона здоров'я» — зелена паркова зона відпочинку біля річки Дніпро.
На території «Зони здоров'я» розташовані:
- Муніципальний пляж «Веселка»;
- Скейт-парк[16];
- Баскетбольний майданчик.

## Видатні мешканці
- Станіслав Медведенко
- Юлія Саніна
- Костянтин Грубич